# Liste der Biografien/Holt
Liste der Biografien |
Portal Biografien |
Personensuche
# |
A |
B |
C |
D |
E |
F |
G |
H |
I |
J |
K |
L |
M |
N |
O |
P |
Q |
R |
S |
T |
U |
V |
W |
X |
Y |
Z |
?
 
Ha |
Hd |
He |
Hi |
Hj |
Hk |
Hl |
Hm |
Hn |
Ho |
Hr |
Hs |
Ht |
Hu |
Hv |
Hw |
Hy
 
Hoa |
Hob |
Hoc |
Hod |
Hoe |
Hof |
Hog–Hok |
Hol |
Hom |
Hon |
Hoo |
Hop |
Hoq |
Hor |
Hos |
Hot |
Hou |
Hov |
How |
Hox |
Hoy |
Hoz
 
Hola |
Holb |
Holc |
Hold |
Hole |
Holf |
Holg |
Holi |
Holj |
Holk |
Holl |
Holm |
Holn |
Holo |
Holp |
Holr |
Hols |
Holt |
Holu |
Holv |
Holw |
Holy |
Holz
Die Liste der Biografien führt alle Personen auf, die in der deutschsprachigen Wikipedia einen Artikel haben. Dieses ist eine Teilliste mit 431 Einträgen von Personen, deren Namen mit den Buchstaben „Holt“ beginnt.

## Holt
- Holt, Amber (* 1985), US-amerikanische Basketballspielerin
- Holt, Andrea (* 1970), englische Tischtennis-Nationalspielerin
- Holt, Anna Cornelia, niederländische Malerin
- Holt, Anne (* 1958), norwegische Schriftstellerin, Juristin, Politikerin und Journalistin
- Holt, Brandon (* 1998), US-amerikanischer Tennisspieler
- Holt, Charlene (1928–1996), US-amerikanische Filmschauspielerin; US-amerikanisches Model
- Holt, Charles A. (* 1948), US-amerikanischer Ökonom
- Holt, Chris (* 1985), US-amerikanischer Eishockeytorwart
- Holt, Christine E. (* 1954), britische Neurowissenschaftlerin und Entwicklungsbiologin
- Holt, Christopher van, deutsch-britischer Musikproduzent und Fotograf
- Holt, Claire (* 1988), australische SchauspielerinClaire Holt (* 1988)

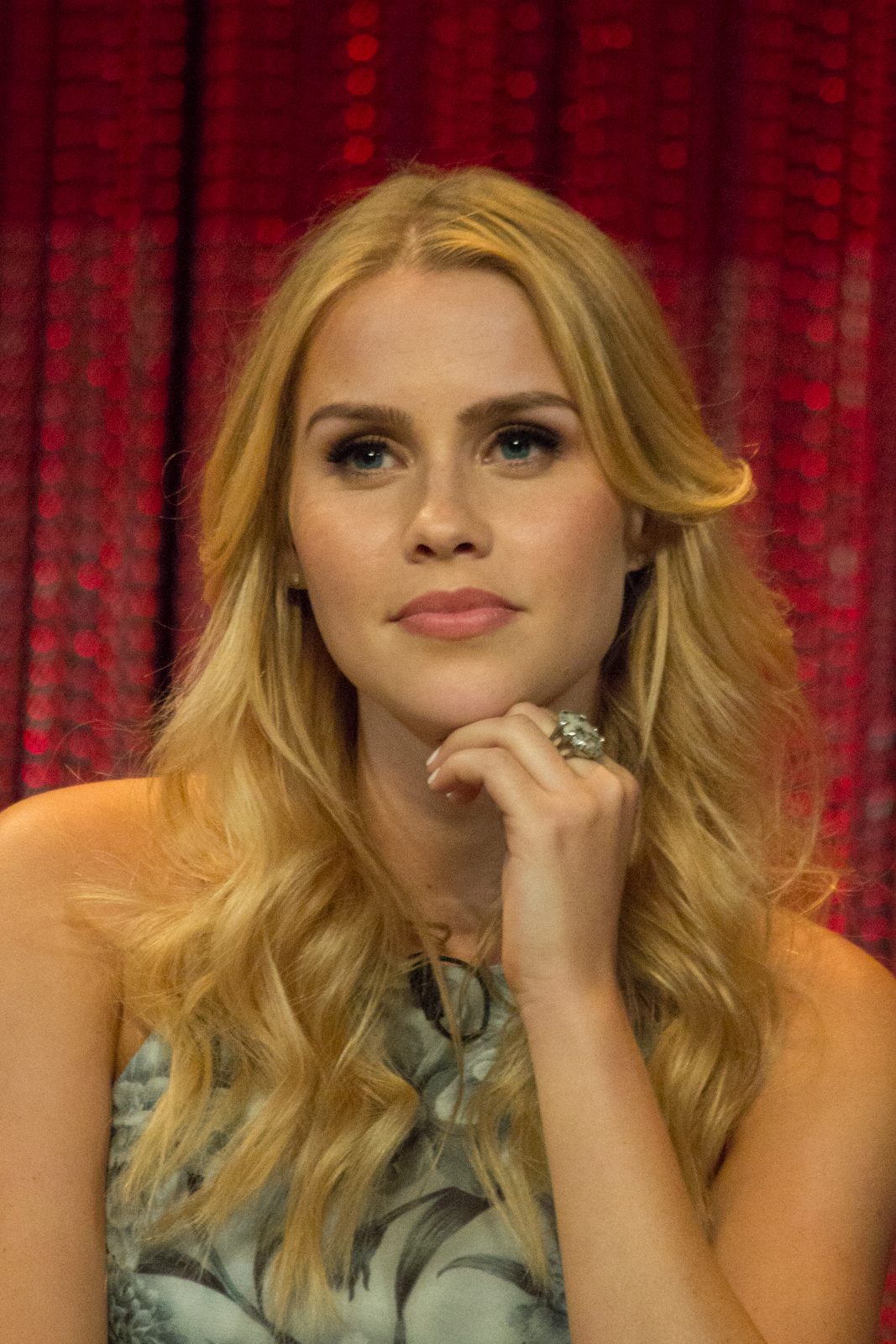
Claire Holt (* 1988)

- Holt, Corcoran (* 1982), US-amerikanischer Jazzmusiker (Kontrabass)
- Holt, Daniel (* 1981), US-amerikanischer Bahn- und Straßenradrennfahrer
- Holt, Dave (* 1944), britischer Langstreckenläufer
- Holt, David (1927–2003), US-amerikanischer Schauspieler, Autor, Komponist und Herausgeber
- Holt, Elmer (1884–1945), US-amerikanischer Politiker
- Holt, Eric (* 1995), US-amerikanischer Leichtathlet
- Holt, Evelyn (1906–2001), deutsche Schauspielerin
- Holt, Gary (* 1964), US-amerikanischer Gitarrist und MusikproduzentGary Holt (* 1964)

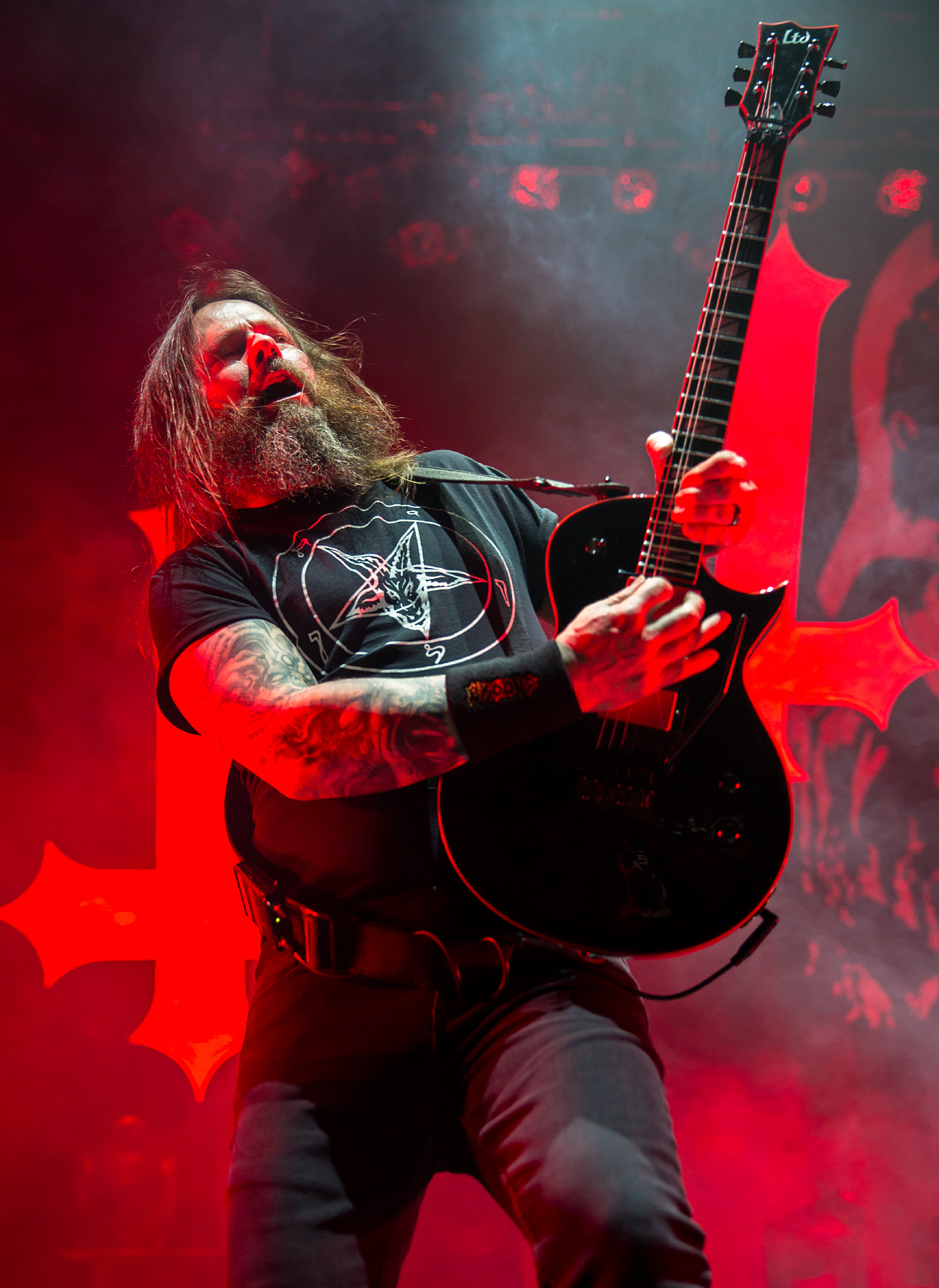
Gary Holt (* 1964)

- Holt, Gary (* 1973), schottischer Fußballspieler und -trainer
- Holt, Grant (* 1981), englischer Fußballspieler
- Holt, Hans (1909–2001), österreichischer Schauspieler
- Holt, Harold (* 1908), australischer Politiker und Premierminister
- Holt, Hendrik (* 1990), deutscher Unternehmer und Anlagebetrüger
- Holt, Henry (1887–1944), US-amerikanischer Politiker
- Holt, Henry (1934–1997), US-amerikanischer Dirigent, Operndirektor und Musikpädagoge
- Holt, Henry E. (1929–2019), US-amerikanischer Geologe, Planetologe und Astronom
- Holt, Henry H. (1831–1898), US-amerikanischer Politiker
- Holt, Hines (1805–1865), US-amerikanischer Politiker
- Holt, Homer A. (1898–1975), US-amerikanischer Politiker
- Holt, Jack (1888–1951), US-amerikanischer Stumm- und Tonfilm-SchauspielerJack Holt (1888–1951)

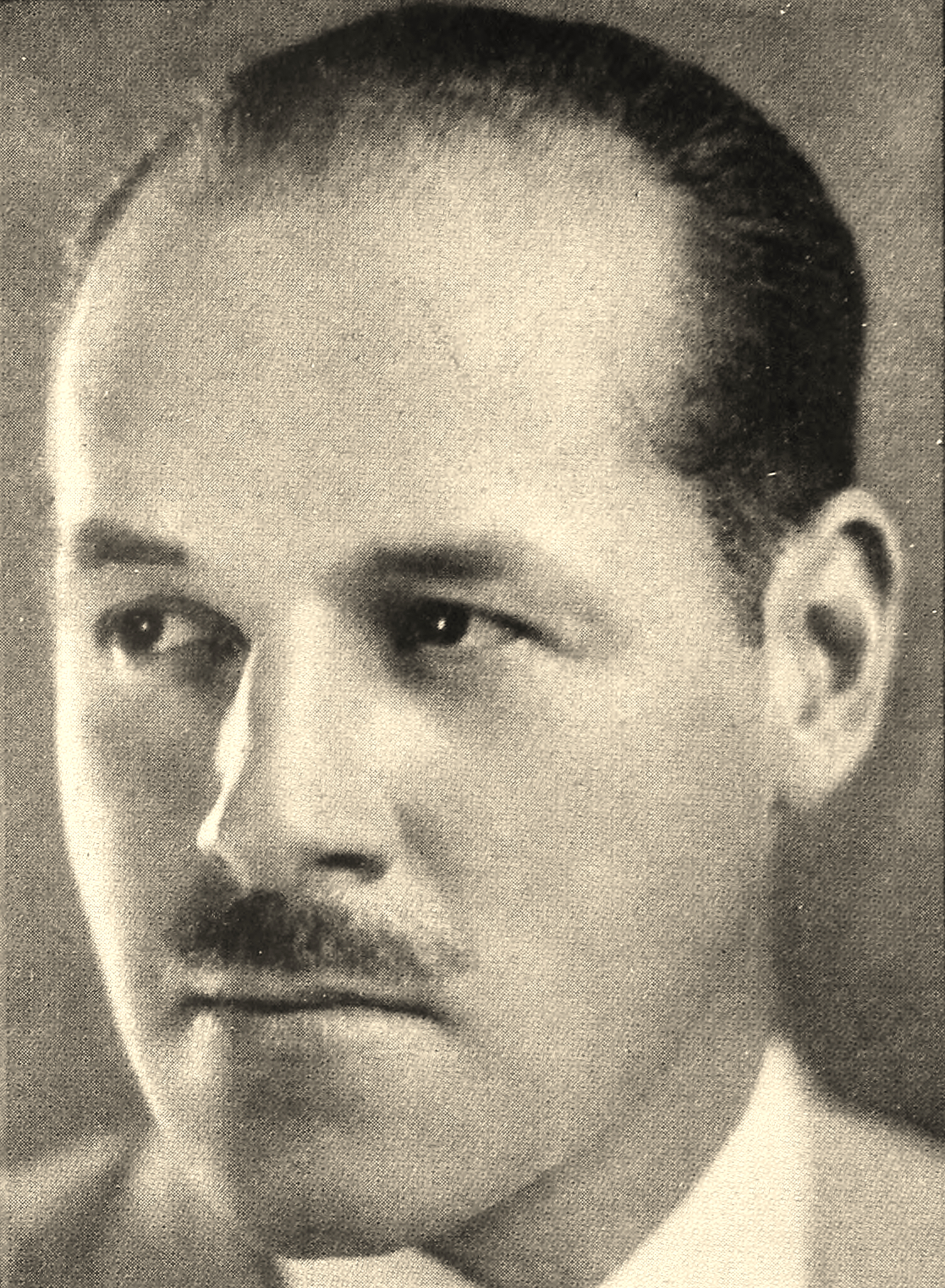
Jack Holt (1888–1951)

- Holt, James Clarke (1922–2014), britischer Mediävist
- Holt, Jason (* 1993), schottischer Fußballspieler
- Holt, Jennifer (1920–1997), US-amerikanische Filmschauspielerin
- Holt, Jim (* 1954), US-amerikanischer Journalist und Sachbuchautor
- Holt, Joe (* 1970), US-amerikanischer Schauspieler, Filmproduzent, Filmregisseur, Drehbuchautor und Synchronsprecher
- Holt, Joe (* 1997), britischer Radsportler
- Holt, Johannes († 1432), deutscher Theologe, Hochschullehrer und Domherr
- Holt, John (1931–2013), australischer Tierarzt und Olympiateilnehmer im Sportschießen
- Holt, John (1947–2014), jamaikanischer Rocksteady- und Reggae-Singer und Songwriter
- Holt, John Caldwell (1923–1985), US-amerikanischer Autor und Lehrer
- Holt, Joseph (1807–1894), US-amerikanischer Politiker und General der United States Army
- Holt, Joseph F. (1924–1997), US-amerikanischer Politiker
- Holt, Kåre (1916–1997), norwegischer Autor
- Holt, Kendall (* 1981), US-amerikanischer Boxer
- Holt, Kevin (* 1993), schottischer Fußballspieler
- Holt, Kristina von (* 1972), Schweizer Schauspielerin
- Holt, Lester (* 1959), US-amerikanischer Journalist
- Holt, Luther Emmett (1855–1924), US-amerikanischer Kinderarzt
- Holt, Marjorie (1920–2018), US-amerikanische Politikerin
- Holt, Martin (1881–1956), britischer Degenfechter
- Holt, Michael (* 1978), englischer Snookerspieler
- Holt, Michael (* 1986), deutscher Fußballspieler
- Holt, Nancy (1938–2014), US-amerikanische Landart-, Konzept- und Videokünstlerin
- Holt, Nathalia (* 1980), US-amerikanische Wissenschaftsjournalistin und Sachbuchautorin
- Holt, Nina (* 2003), deutsche Sportlerin im Schwimmsport und im Rettungssport
- Holt, Olivia (* 1997), US-amerikanische Schauspielerin und SängerinOlivia Holt (* 1997)

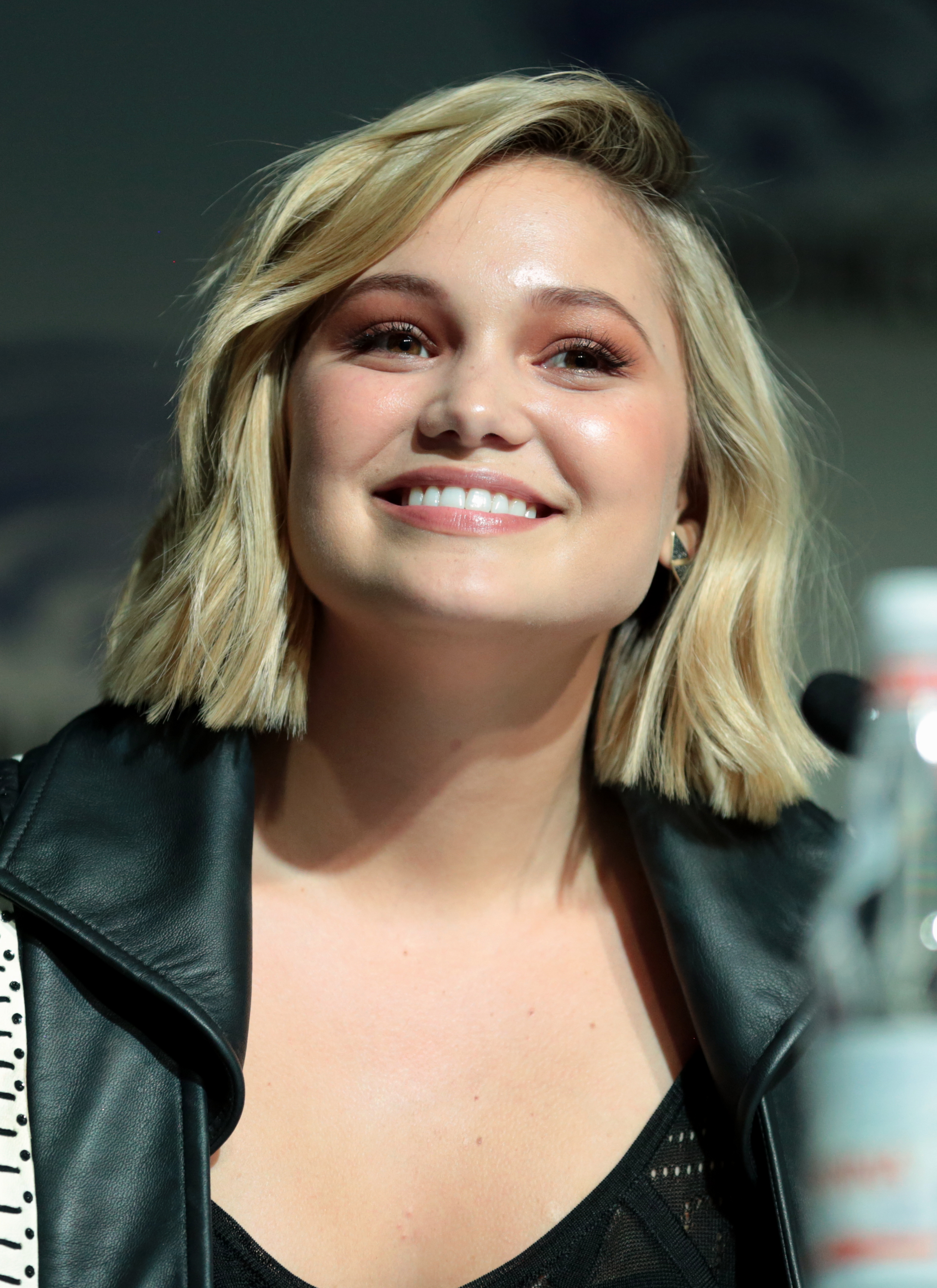
Olivia Holt (* 1997)

- Holt, Orrin (1792–1855), US-amerikanischer Politiker
- Holt, Patricia Blomfield (1910–2003), kanadische Komponistin, Musikpädagogin und Pianistin
- Holt, Patrick G., australischer Mediziner
- Holt, Peder (1899–1963), norwegischer Politiker
- Holt, Randy (* 1953), kanadischer Eishockeyspieler
- Holt, Redd (1932–2023), US-amerikanischer Jazzmusiker
- Holt, Richild (* 1941), deutsche Malerin und Zeichnerin
- Holt, Robert D. (* 1951), US-amerikanischer Biologe
- Holt, Robin (* 1966), britischer Sozialwissenschaftler
- Holt, Roy James (* 1947), US-amerikanischer Physiker
- Holt, Rush D. Jr. (* 1948), US-amerikanischer Politiker
- Holt, Rush D. Sr. (1905–1955), US-amerikanischer Politiker
- Holt, Sandrine (* 1972), kanadische FilmschauspielerinSandrine Holt (* 1972)

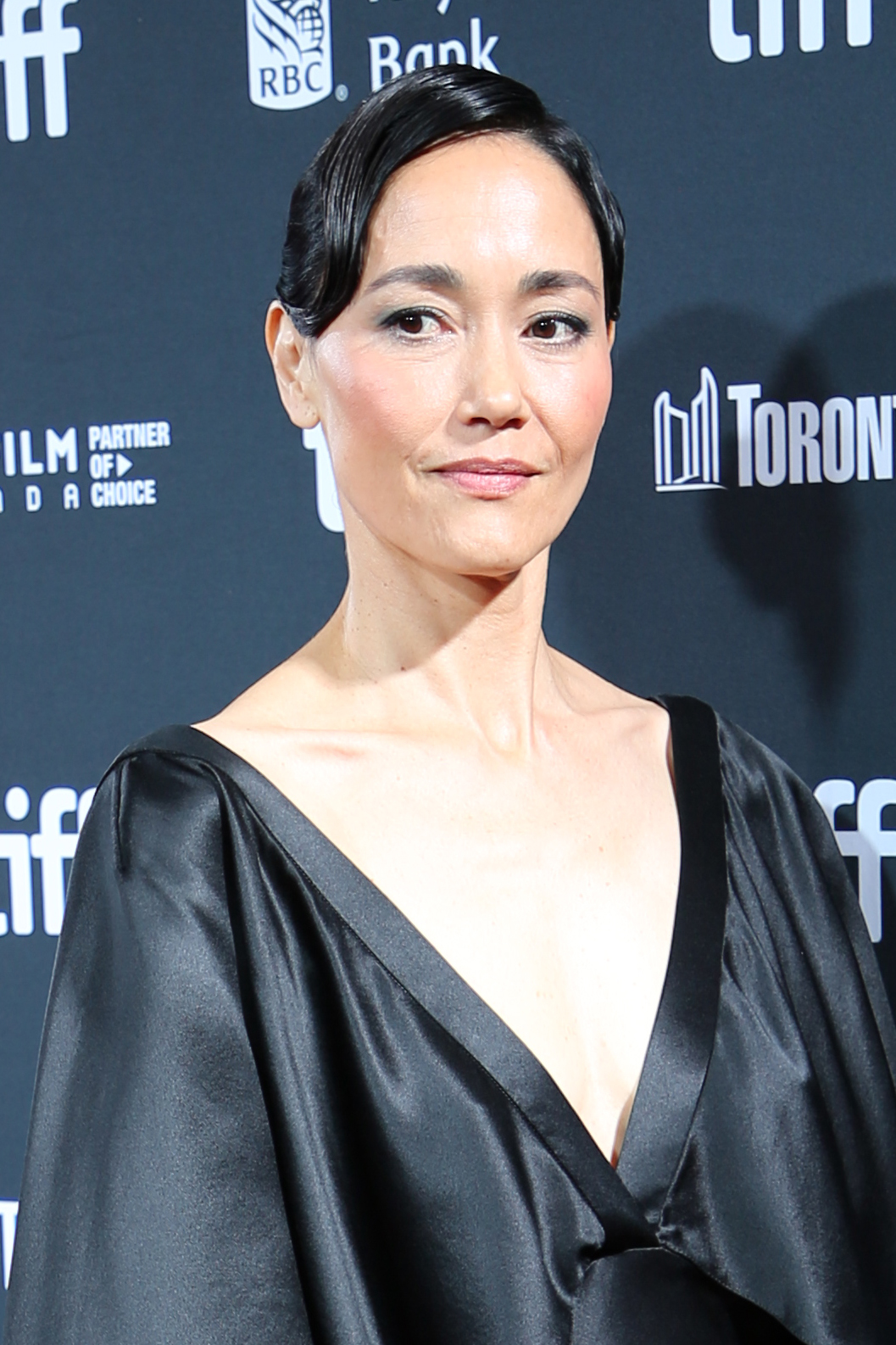
Sandrine Holt (* 1972)

- Holt, Saxon Winston (1871–1940), US-amerikanischer Politiker
- Holt, Seth (1923–1971), britischer Filmregisseur, Filmproduzent, Drehbuchautor und Filmeditor
- Holt, Simeon ten (1923–2012), niederländischer Komponist
- Holt, Simon (* 1958), britischer Komponist
- Holt, Sophia, niederländische Malerin
- Holt, Steve (* 1954), kanadischer Jazzmusiker (Piano, Komposition)
- Holt, Tara (* 1988), US-amerikanische Schauspielerin
- Holt, Thelma Ann, südafrikanische Squashspielerin
- Holt, Thomas Michael (1831–1896), US-amerikanischer Politiker, Gouverneur von North Carolina
- Holt, Tim (1919–1973), US-amerikanischer FilmschauspielerTim Holt (1919–1973)

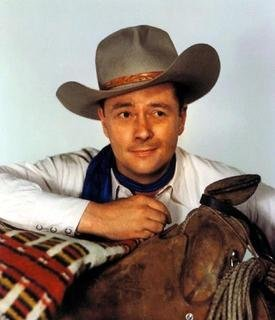
Tim Holt (1919–1973)

- Holt, Tom (* 1961), britischer Fantasy-Autor
- Holt, Torry (* 1976), US-amerikanischer Footballspieler
- Holt, Will (1929–2015), US-amerikanischer Singer-Songwriter, Librettist und Liedtexter
- Holt, Willy (1921–2007), US-amerikanischer Artdirector und Production Designer
- Holt, Zora (* 1975), deutsche Schauspielerin und Drehbuchautorin

### Holta
- Holta, Malin (* 1993), norwegische Handballspielerin
- Holtam, Nick (* 1954), englischer anglikanischer Geistlicher, Bischof von Salisbury, Mitglied des House of Lords
- Holtan-Hartwig, Dag (* 1991), norwegischer Sänger, Komponist und Musikproduzent
- Holtappel, Rudolf (1923–2013), deutscher Fotograf
- Holtappels, Hans-Josef (* 1938), deutscher Pädagoge und Kommunalpolitiker
- Holtappels, Heinz Günter (* 1954), deutscher Wissenschaftler für Schul- und Schulentwicklungsforschung, Universitätsprofessor

### Holtb
- Holtbrügge, Dirk (* 1964), deutscher Wirtschaftswissenschaftler
- Holtbrügge, Hans-Jörg (* 1964), deutscher Jurist, Richter am Bundesverwaltungsgericht
- Holtby, Braden (* 1989), kanadischer Eishockeytorwart
- Holtby, Joshua (* 1996), deutscher Fußballspieler
- Holtby, Lewis (* 1990), deutscher FußballspielerLewis Holtby (* 1990)

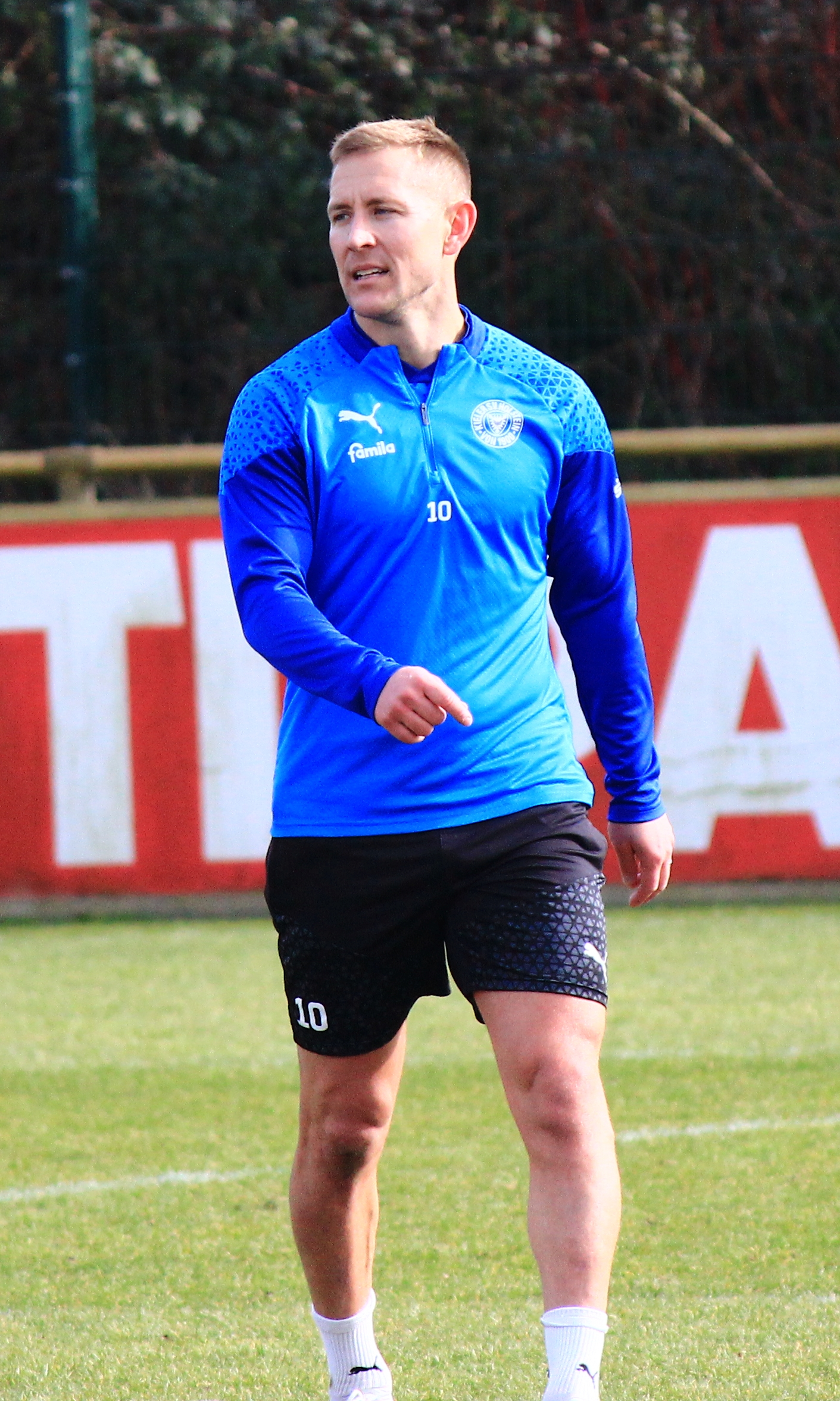
Lewis Holtby (* 1990)

- Holtby, Phyllis (1906–1993), kanadische Pianistin, Cembalistin und Musikpädagogin
- Holtby, Winifred (1898–1935), britische Schriftstellerin und Feministin

### Holte
- Holte, Alfons (1923–2013), deutscher Opernsänger (Bariton)
- Holte, Geir (* 1959), norwegischer Skilangläufer
- Holte, Hardy (* 1957), deutscher Autor und Psychologe
- Holte, Tor Håkon (* 1958), norwegischer Skilangläufer
- Holte, Wetle (* 1973), norwegischer Jazzmusiker
- Holte, Yara ten (* 1999), niederländische Handballspielerin
- Holtedahl, Olaf (1885–1975), norwegischer Geologe
- Holtei, Christa (* 1953), deutsche Schriftstellerin und Übersetzerin
- Holtei, Karl von (1798–1880), deutscher Schriftsteller, Schauspieler, Rezitator, Theaterregisseur und Theaterleiter
- Holtei, Louise von (1800–1825), österreichische Theaterschauspielerin
- Holtemöller, Oliver (* 1971), deutscher Ökonom
- Holten Poulsen, René (* 1988), dänischer Kanute
- Holten, Bo (* 1948), dänischer Komponist und Dirigent
- Holten, Carl von (1899–1991), deutscher Diplomat
- Holten, Dries (1936–2020), niederländischer Sänger und Textdichter
- Holten, Emil (* 1996), dänischer Fußballspieler
- Holten, Hermann von († 1572), Abt der Klöster Werden und Helmstedt
- Holten, Johan (* 1976), dänischer Kurator
- Holten, Kamilla Bech (1972–2008), dänische Moderatorin, Journalistin und Schauspielerin
- Holten, Kasper (* 1973), dänischer Opernregisseur und Intendant
- Holten, Line Henriette (* 1971), norwegische Politikerin
- Holten, Peter (1816–1897), Gouverneur der Färöer
- Holten, Samuel (1738–1816), US-amerikanischer Arzt, Politiker und Richter
- Holten, Sofie (1858–1930), dänische Malerin
- Holten, Susette (1863–1937), dänische Malerin und Keramikerin
- Holten, Walter (1897–1972), deutscher Schauspieler, Hörspiel- und Synchronsprecher
- Holtenau, Gerd (1928–2015), deutscher Schauspieler, Hörspiel- und Synchronsprecher
- Holtenbeen, Heini (1835–1909), Bremer Original
- Hölter, Achim (* 1960), deutscher Komparatist
- Holter, Ådne (* 2000), norwegischer Radrennfahrer
- Holter, Dwayn (* 1995), luxemburgischer Fußballspieler
- Holter, Franz (1842–1921), österreichischer Politiker (Deutsche Volkspartei) und Eisenhändler
- Holter, Göran (* 1963), schwedischer Fußballspieler
- Holter, Heinz (1904–1993), österreichischer Biochemiker und Zell-Physiologe
- Holter, Helmut (* 1953), deutscher Politiker (Die Linke), MdLHelmut Holter (* 1953)

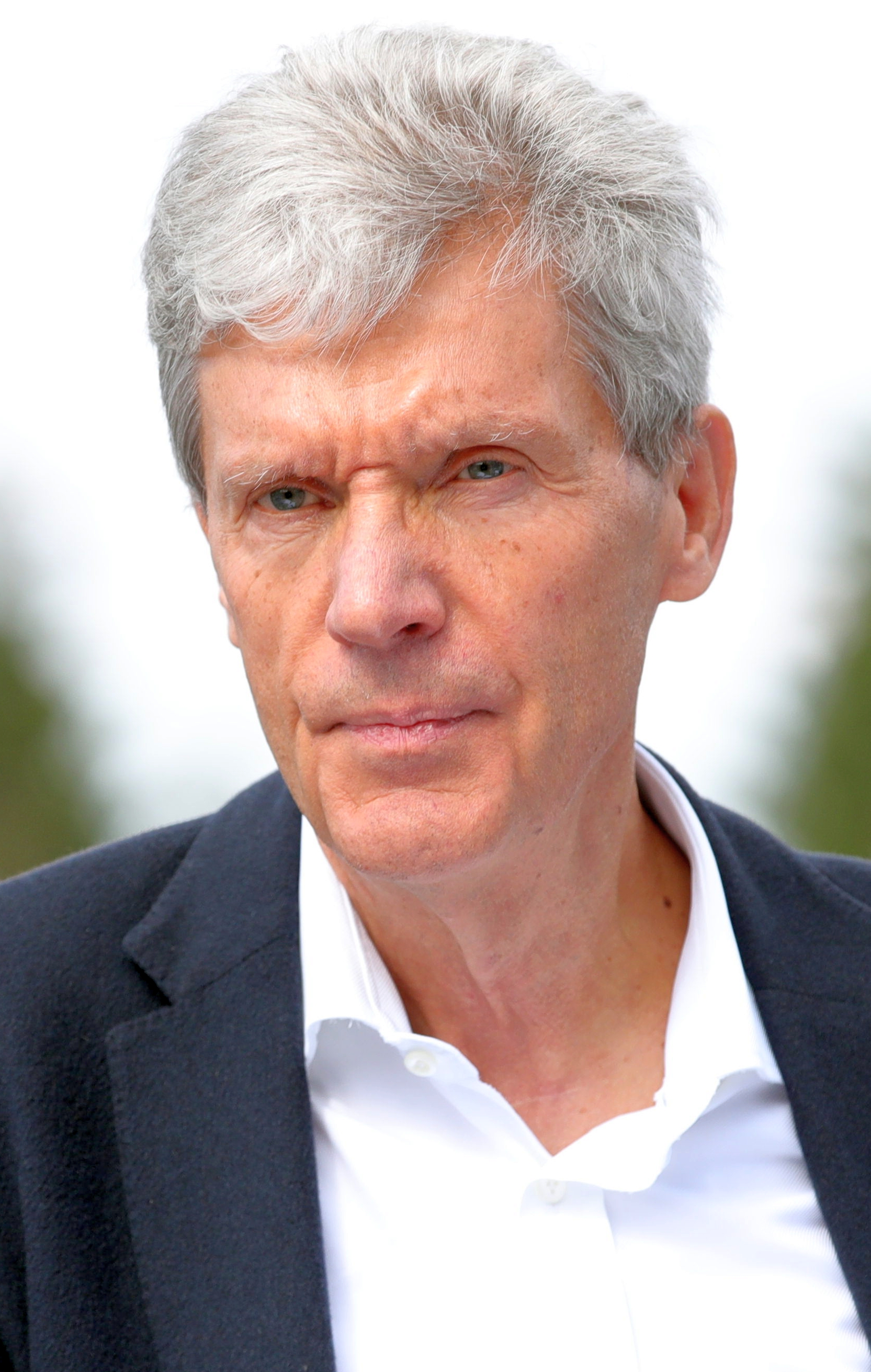
Helmut Holter (* 1953)

- Hölter, Hermann (1900–1989), deutscher Generalleutnant und Moderner Fünfkämpfer
- Holter, Iver (1850–1941), norwegischer Komponist
- Holter, Julia (* 1984), US-amerikanische Indietronic-Musikerin
- Holter, Karl Johan (1870–1960), norwegischer Maler, Postmeister, Apotheker und Bibliothekar
- Holter, Kurt (1911–2000), österreichischer Historiker und Kunsthistoriker
- Holter, Norman J. (1914–1983), US-amerikanischer Biophysiker
- Holter, Reidar (1892–1953), norwegischer Ruderer
- Holter, Sigurd (1886–1963), norwegischer Segler
- Hölter, Wilhelm (1883–1946), deutscher Bildhauer
- Holterdorf, Joseph (1882–1961), deutscher Verleger und Chefredakteur
- Holterdorf, Theodor (1910–1991), deutscher Komponist
- Hölterhoff, Adolf (1832–1894), deutscher Landschafts- und Porträtmaler
- Hölterhoff, Emma (1904–1944), deutsche Hausfrau und NS-Opfer
- Hölterhoff, Heinrich Wilhelm (1737–1809), Bürgermeister in Elberfeld
- Holterhus, Till Patrik (* 1983), deutscher Rechtswissenschaftler
- Holtermann, Arnold Moritz (1627–1681), deutscher Rechtswissenschaftler und Hochschullehrer
- Höltermann, Arthur (1906–1981), deutscher Politiker (SPD) und Staatssekretär (Bayern)
- Holtermann, Bernhardt (1838–1885), deutsch-australischer Goldgräber und GeschäftsmannBernhardt Holtermann (1838–1885)

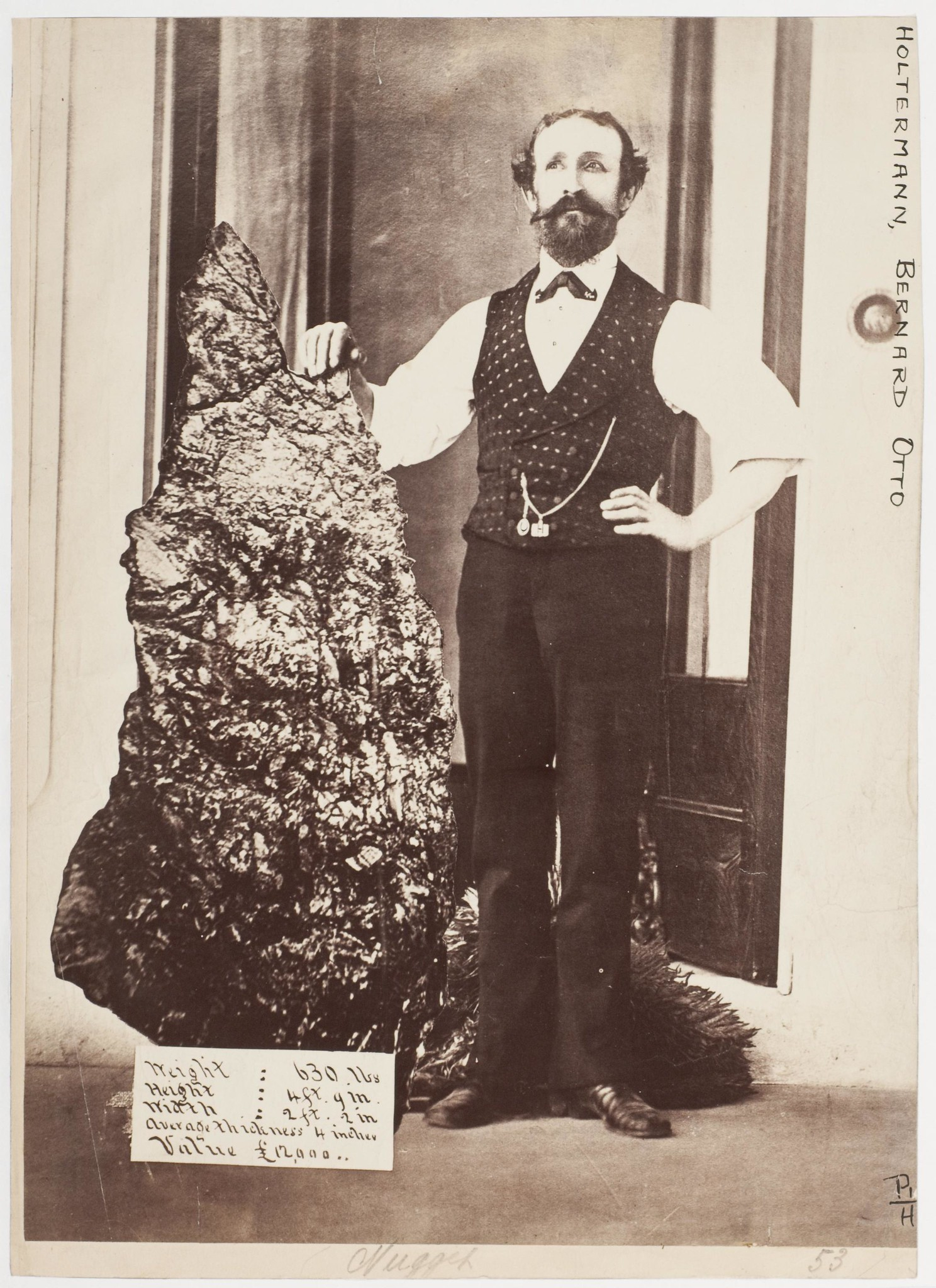
Bernhardt Holtermann (1838–1885)

- Holtermann, Ernst (1867–1922), deutscher Buchhändler und Verleger
- Holtermann, Felix (* 1987), deutscher Journalist
- Holtermann, Jessy, US-amerikanische Schauspielerin
- Höltermann, Karl (1894–1955), sozialdemokratischer Politiker (SPD), MdR und JournalistKarl Höltermann (1894–1955)

Karl Höltermann (1894–1955)

- Hölters, Maria (1910–1995), deutsche Politikerin (CDU), MdL
- Holtet, Marius (* 1984), norwegischer Eishockeyspieler

### Holtf
- Holtfort, Rolf (1938–2009), deutscher Jurist und Staatsanwalt
- Holtfort, Werner (1920–1992), deutscher Jurist und Politiker (SPD), MdL
- Holtfrerich, Carl-Ludwig (* 1942), deutscher Volkswirtschaftler und Wirtschaftshistoriker
- Holtfreter, Bernd (1951–2003), deutscher Politiker (parteilos), MdA
- Holtfreter, Herbert (1932–2003), deutscher Fußballspieler (DDR)
- Holtfreter, Johannes (1901–1992), deutsch-US-amerikanischer Embryologe

### Holtg
- Höltge, Arthur (* 1932), deutscher Diplomat, Botschafter der DDR
- Höltgen, Florian (* 1985), deutscher Autor
- Höltgen, Karl Josef (1927–2011), deutscher Literaturwissenschaftler und Hochschullehrer
- Höltgen, Peter Hubert (1855–1914), deutscher Fotograf
- Höltgen, Stefan (* 1971), deutscher Publizist und Medienwissenschaftler
- Holtgrave, Friedhelm (1944–2021), deutscher Fußballspieler
- Holtgrefe, Heinz (* 1949), deutscher Autor, Journalist und Fotograf
- Holtgreve, Alfons (* 1955), deutscher Maler, Grafikdesigner, Scherenschnittkünstler und Buchillustrator
- Holtgreve, Sabine (* 1970), deutsche Filmproduzentin und Medienwissenschaftlerin
- Holtgreven, Anton Ferdinand (1778–1848), deutscher Geistlicher, römisch-katholischer Weihbischof im Bistum Paderborn

### Holth
- Holth, Camilla (* 1978), norwegische Curlerin
- Holtham, Elliot (* 1984), kanadischer Triathlet und Ironman-Sieger (2014)
- Holthaus, Britta (* 1979), deutsche Ruderin
- Holthaus, Eleanor (* 2000), US-amerikanische Volleyballspielerin
- Holthaus, Fabian (* 1995), deutscher Fußballspieler
- Holthaus, Friedrich (1847–1928), deutscher Lehrer, Schauspieler, Opernsänger und Heldentenor
- Holthaus, Heinrich (1903–1980), deutscher Bildhauer
- Holthaus, Hellmut (1909–1966), deutscher Schriftsteller
- Holthaus, Marion (* 1973), deutsche Bürgermeisterin (parteilos)
- Holthaus, Michael (* 1950), deutscher Schwimmer
- Holthaus, Stephan (* 1962), deutscher evangelikaler Theologe, Kirchenhistoriker, Ethiker und Rektor der Freien Theologischen Hochschule GießenStephan Holthaus (* 1962)

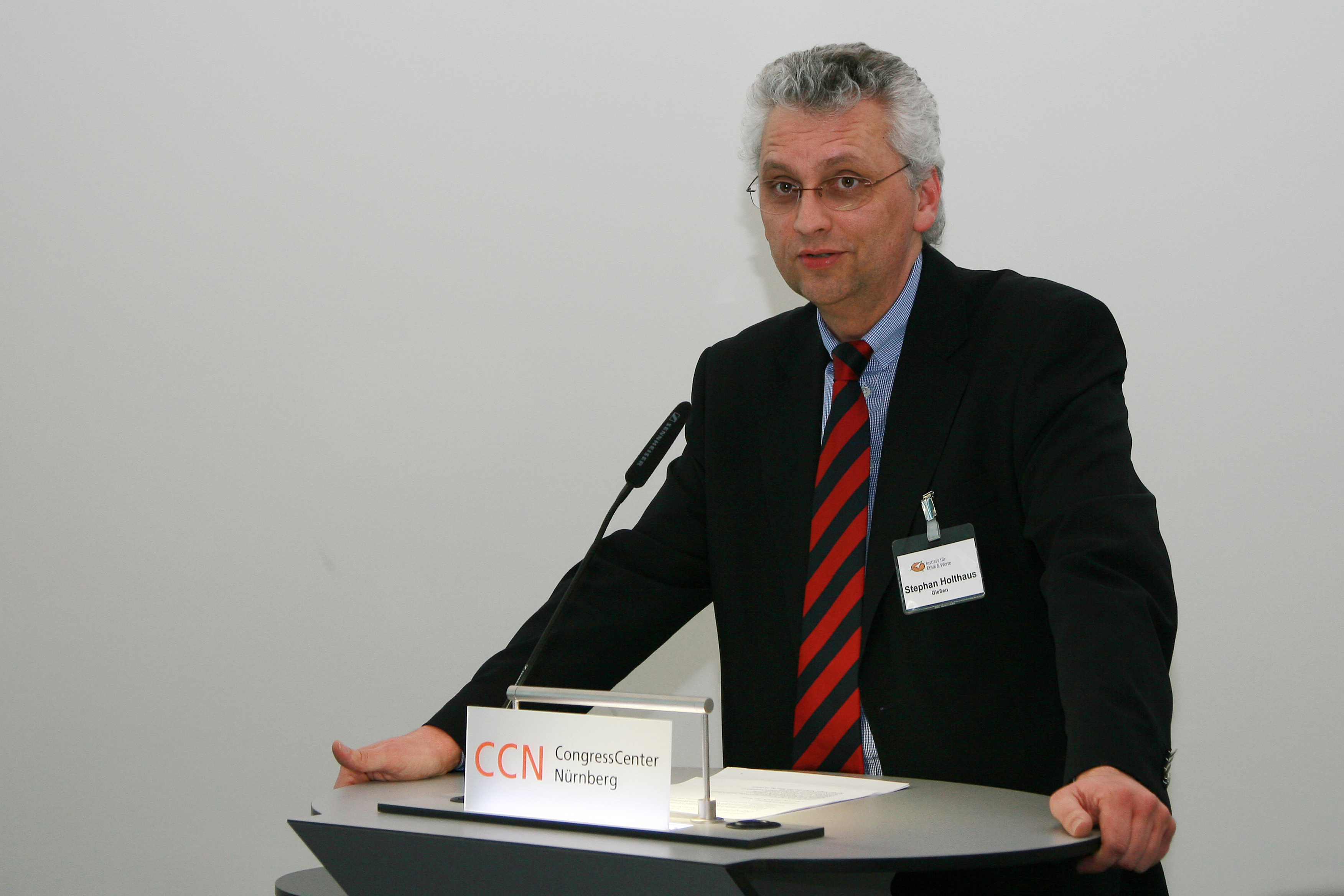
Stephan Holthaus (* 1962)

- Holthaus, Winfried (* 1971), deutscher Richter
- Holthausen, Ferdinand (1860–1956), deutscher Anglist und Altgermanist
- Holthausen, Hans (* 1945), deutscher Neuropädiater und Epileptologe
- Holthausen, Ludwig (1807–1890), deutscher Blumenmaler und Genremaler der Düsseldorfer Schule
- Holthausen, Luise (* 1959), deutsche Kinderbuch-Autorin
- Holthausen-Krüll, Helma (1916–2020), deutsche Landschaftsmalerin
- Holthe, Oscar, norwegischer Eiskunstläufer
- Holtherm, Hans-Ulrich (* 1964), deutscher Arzt, Sanitätsoffizier und GeneralstabsarztHans-Ulrich Holtherm (* 1964)

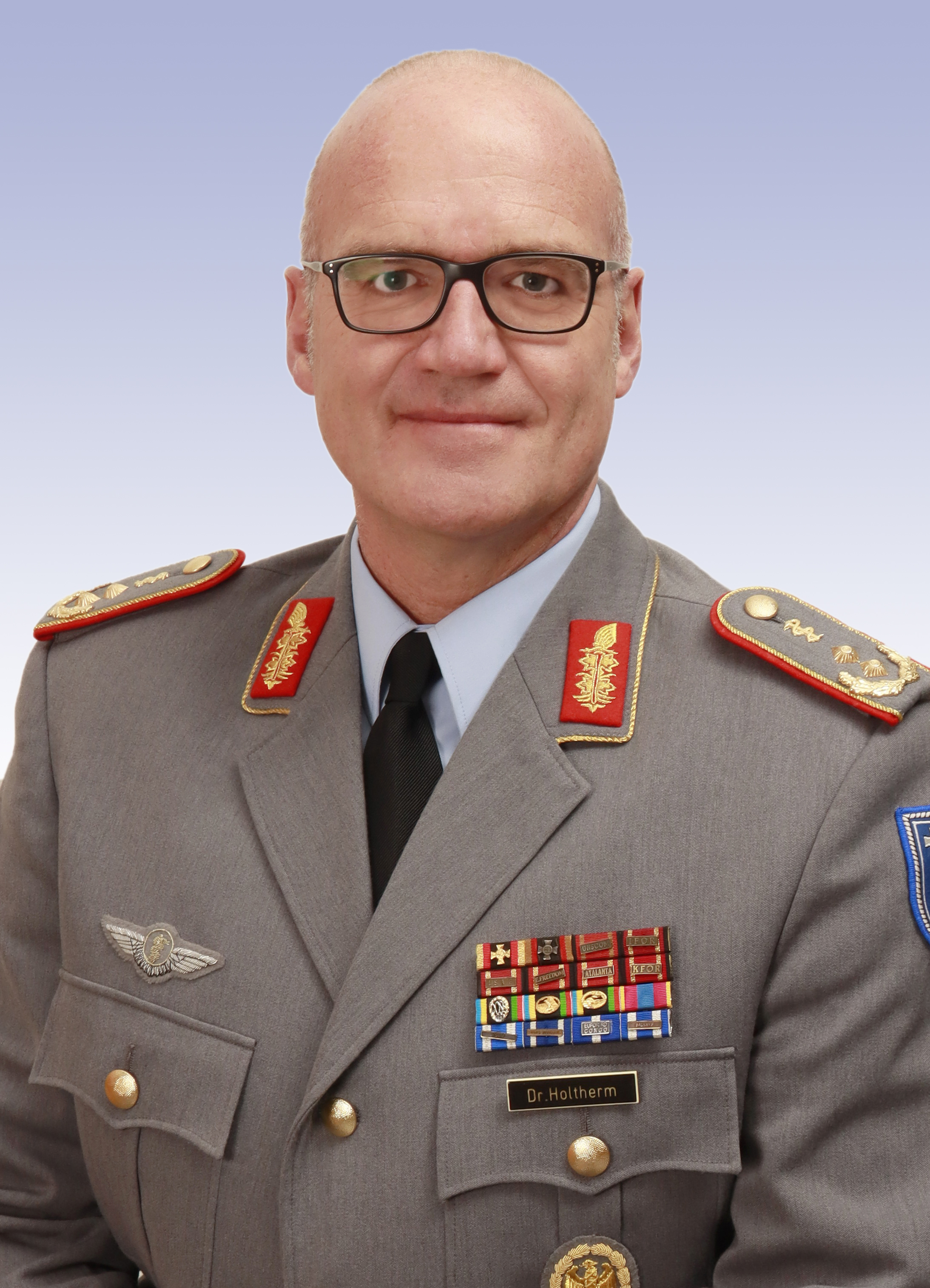
Hans-Ulrich Holtherm (* 1964)

- Holthey, Hans (1885–1983), deutscher Architekt in Lüneburg und Magdeburg
- Holthof, Annelies (* 1993), belgische Bobfahrerin
- Holthof, Christoph (* 1975), deutscher Filmproduzent
- Holthof, Karl (1835–1884), deutscher Jurist, Journalist und Politiker (DtVP), MdR
- Holthöfer, Hugo (1883–1958), deutscher Jurist, Fachautor und Politiker (LDP, FDP)
- Holthöfer, Ulrike (* 1959), deutsche Bildhauerin und Grafikerin
- Holthöfer, Werner (* 1922), deutscher Radrennfahrer
- Holthoff, Fritz (1915–2006), deutscher Politiker (SPD), MdL und Kultusminister von Nordrhein-Westfalen
- Holthoff, Horst H. (1932–2012), deutscher Diplomat
- Holthoff, Jan (* 1977), deutscher Maler
- Holthoff, Paul (1897–1967), deutscher Politiker (NSDAP), MdR
- Holthoff, Ulla (* 1958), deutsche Sportjournalistin und Wasserballerin
- Holthoff-Detto, Vjera (* 1961), deutsche Medizinerin
- Holthoff-Pförtner, Stephan (* 1948), deutscher Rechtsanwalt und UnternehmerStephan Holthoff-Pförtner (* 1948)

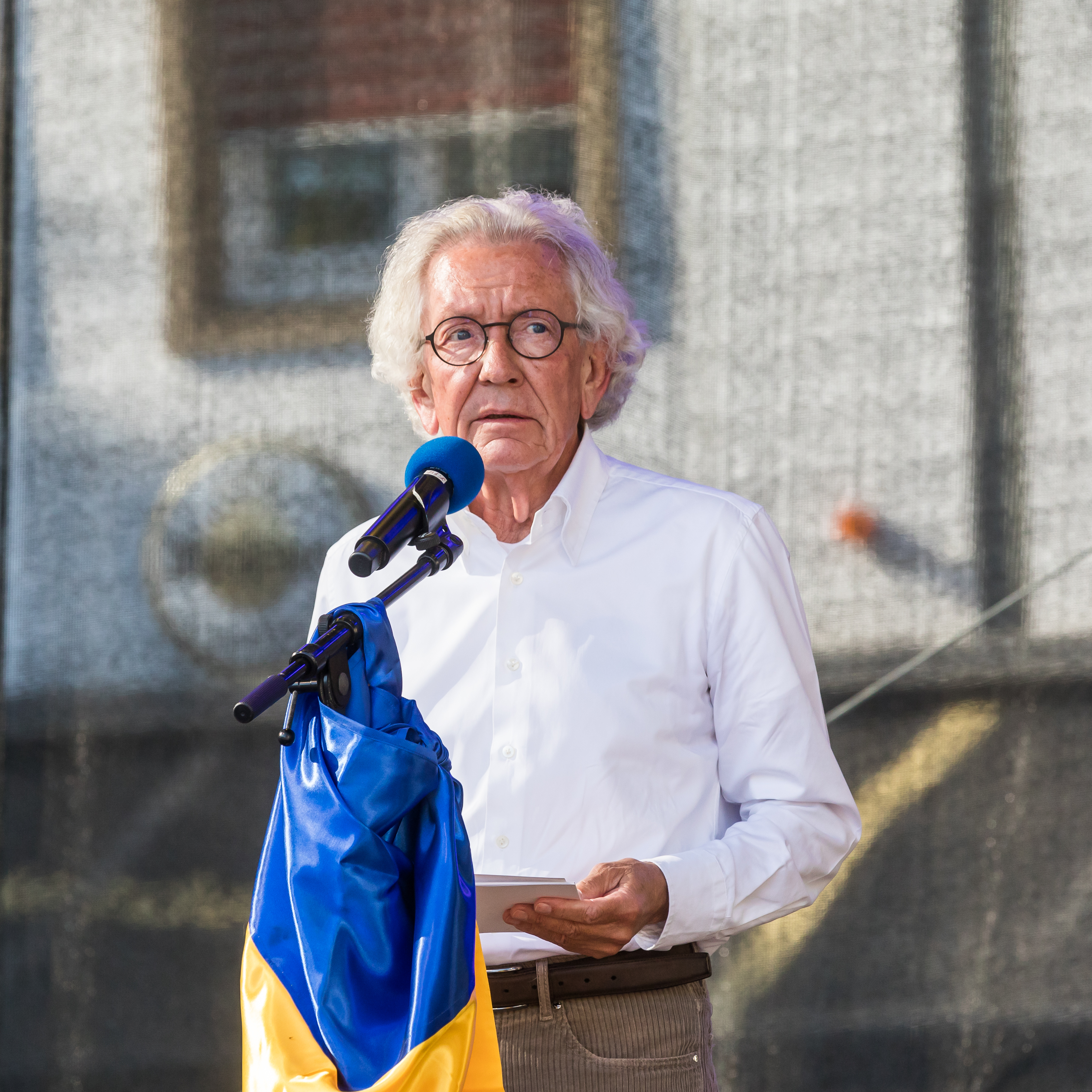
Stephan Holthoff-Pförtner (* 1948)

- Holthues, Johannes (1519–1585), Stiftsdechant am Alten Dom in Münster
- Holthuis, Daniel (* 1985), deutscher E-Sportler
- Holthuis, Jan (* 1950), deutscher Politiker (SPD), MdBB
- Holthuis, Lipke Bijdeley (1921–2008), holländischer Crustaceologe
- Holthuis, Lüko (* 1968), deutscher Fußballspieler
- Holthuizen, Zoë Pastelle (* 1999), Schweizer Schauspielerin
- Holthus, Franz (1909–1990), deutscher Politiker (Zentrum), MdL
- Holthusen, Agnes (1896–1990), deutsche Kunsthistorikerin, Förderin bildender Künstler
- Holthusen, Gottfried (1848–1920), deutscher Kaufmann, Politiker, MdHB und Hamburger Senator
- Holthusen, Hans Egon (1913–1997), deutscher Autor
- Holthusen, Hermann (1886–1971), deutscher Röntgenologe und Hochschullehrer
- Holthusen, Johannes († 1586), deutscher römisch-katholischer Geistlicher und Domdekan am Lübecker Dom
- Holthusen, Johannes († 1543), deutscher römisch-katholischer Geistlicher zur Zeit der Reformation
- Holthusen, Johannes (1924–1985), deutscher Slawist und Hochschullehrer
- Holthusen, Wilhelm (1874–1934), deutscher Ingenieur, Direktor der Hamburger Wasserwerke GmbH (HWW)
- Holthuys, Dries, deutscher Bildhauer
- Holthuysen, Louisa (1824–1895), niederländische Kunstsammlerin und die Gründerin des Museum Willet-Holthuysen

### Holti
- Höltich, Christian Wilhelm (* 1671), Jurist und Sekretär der Bergenfahrer der Deutschen Hanse
- Höltich, Franz Heinrich (1643–1676), Syndikus
- Höltich, Joachim Werner, deutscher Förster und Stifter
- Höltich, Johann Adolph (1641–1704), deutscher Jurist zu Lübeck, Doktor beider Rechte und Stadtschreiber von Mölln
- Höltich, Lars Uwe (* 1968), deutscher TV-Producer
- Hölting Nilsson, Jacob (* 2005), schwedischer Beachvolleyballspieler
- Hölting, Bernward (1930–2015), deutscher Hydrogeologe
- Holtius, Adrianus Catharinus (1786–1861), niederländischer Rechtswissenschaftler

### Holtj
- Höltje, Robert (1901–1945), deutscher Chemiker und Hochschullehrer
- Höltje, Walter (1920–2000), deutscher Architekt und Hochschullehrer

### Holtk
- Holtkamp, Annabel (* 1955), deutsche Langstreckenläuferin
- Holtkamp, Jack, deutscher Fußballspieler
- Holtkamp, Lars (* 1969), deutscher Politik- und Verwaltungswissenschaftler
- Holtkamp, Wilfried (* 1953), deutscher Fußballspieler
- Holtkamp-Sterling, Lauren (* 1980), US-amerikanische Basketballschiedsrichterin
- Höltker, Georg (1895–1976), deutscher Geistlicher (römisch-katholisch), Steyler Missionar und Ethnologe
- Holtkotte, Josef (* 1963), deutscher römisch-katholischer Geistlicher, Weihbischof in Paderborn
- Holtkötter, Jens, deutscher Basketballfunktionär
- Holtkötter, Stefan (* 1973), deutscher Autor

### Holtl
- Höltl, Georg (1928–2016), deutscher Unternehmer

### Holtm
- Holtman, William J. (1921–2014), amerikanischer Manager in der Eisenbahnindustrie
- Holtmann, Antonius (* 1936), deutscher Sozialwissenschaftler
- Holtmann, Bernhard (1873–1947), plattdeutscher Autor
- Holtmann, Claus Friedrich (1949–2013), deutscher Banker, Präsident des Ostdeutschen Sparkassenverbandes
- Holtmann, Eva (* 1974), deutsche Filmproduzentin
- Holtmann, Everhard (* 1946), deutscher Politikwissenschaftler
- Holtmann, Gerrit (* 1995), philippinisch-deutscher Fußballspieler
- Holtmann, Heidrun (* 1961), deutsche Pianistin
- Holtmann, Heinz (1939–2023), deutscher Kunsthistoriker und Galerist
- Holtmann, Hubert (1864–1914), deutscher Architekt
- Holtmann, Jakob (1863–1935), deutscher Bildhauer
- Holtmann, Matthias (* 1950), deutscher Musiker, Hörfunk-Redakteur und -ModeratorMatthias Holtmann (* 1950)

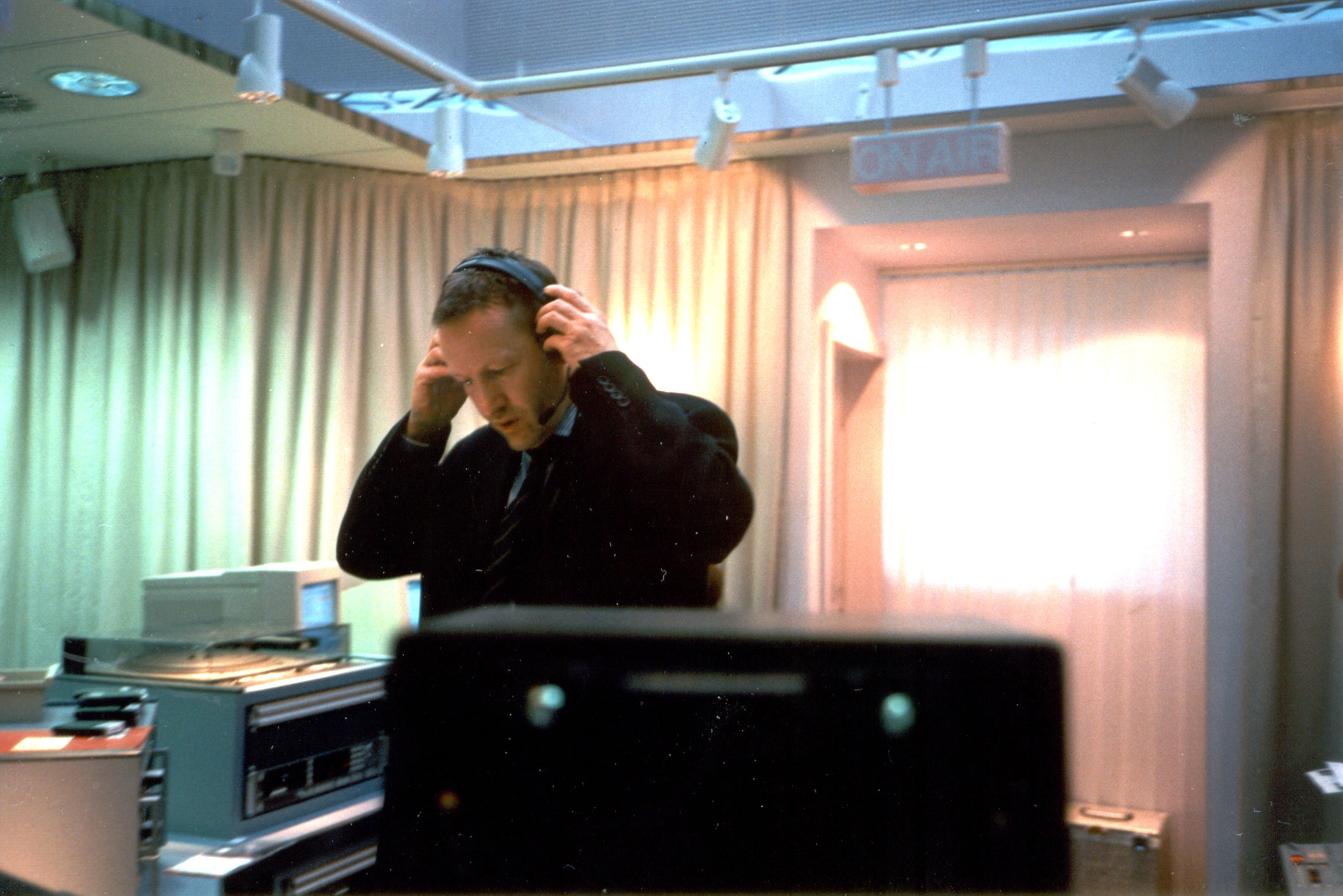
Matthias Holtmann (* 1950)

- Holtmann, Mina Fürst (* 1995), norwegische Skirennläuferin
- Holtmann, Petra (* 1965), deutsche Kunsthistorikerin, Verlegerin und Galeristin
- Holtmann, Stefan (* 1977), deutscher evangelisch-lutherischer Theologe
- Holtmann, Wilhelm (1927–2019), deutscher evangelisch-reformierter Pfarrer und Theologe
- Holtmann, Winfried (1941–2003), deutscher Radsportmanager, Journalist und Chefredakteur der Sindelfinger Zeitung
- Holtmeier, Heiko (* 1969), deutscher Kirchenmusiker
- Holtmeier, Ludwig (* 1964), deutscher Musiktheoretiker und Pianist
- Holtmeier, Wolfgang (* 1965), deutscher Internist
- Holtmeyer, Alois (1872–1931), deutscher Architekt, Baubeamter und Denkmalpfleger
- Holtmeyer, Ralf (* 1956), deutscher Rudertrainer

### Holto
- Holtom, Gerald (1914–1985), britischer Bildender Künstler und Designer
- Holtom, Mark (* 1958), britischer Leichtathlet
- Holton, A. Linwood (1923–2021), US-amerikanischer Politiker
- Holton, Cliff (1929–1996), englischer Fußballspieler
- Holton, Danel (* 1994), südafrikanische Sprinterin
- Holton, David (* 1946), britischer Neogräzist
- Holton, Gerald (* 1922), US-amerikanischer Physiker und Wissenschaftshistoriker
- Holton, Hart Benton (1835–1907), US-amerikanischer Politiker
- Holton, James R. (1938–2004), US-amerikanischer Meteorologe
- Holton, Jim (1951–1993), schottischer Fußballspieler
- Holton, Mark (* 1958), US-amerikanischer Schauspieler
- Holton, Robert A. (1944–2025), US-amerikanischer Chemiker
- Holtorf, Gunther (1937–2021), deutscher Weltreisender
- Holtorf, Hans (1899–1984), deutscher Theatergründer, Schriftsteller und Maler
- Holtorff, Hans (1906–1984), deutscher Politiker (CDU), MdL

### Holtr
- Holtrop, Anne (* 1977), niederländischer Architekt und Universitätsprofessor
- Holtrop-van Gelder, Betty (1866–1962), niederländische Schauspielerin

### Holts
- Holtsch, Alexandra (* 1960), deutsche Komponistin, DJ und Regisseurin
- Höltschi, Jonas (* 1989), Schweizer Unihockeyspieler
- Holtschke, Benjamin (* 1985), deutscher Schauspieler
- Holtschke, Edmund (* 1855), deutscher Jurist und Politiker (Deutsch Konservative Partei), MdR
- Höltschl, Thomas (* 1990), österreichischer Fußballspieler
- Holtschneider, Rainer (* 1948), deutscher Jurist und Staatssekretär
- Holtscho, Anton († 1569), Kaufmann und Ratsherr der Hansestadt Lübeck
- Holtschulte, Michael (* 1979), deutscher Cartoonist, Karikaturist und Illustrator
- Holtsmark, Karen (1907–1998), norwegische Malerin
- Holtsø, Jes (* 1956), dänischer Schauspieler und BluessängerJes Holtsø (* 1956)

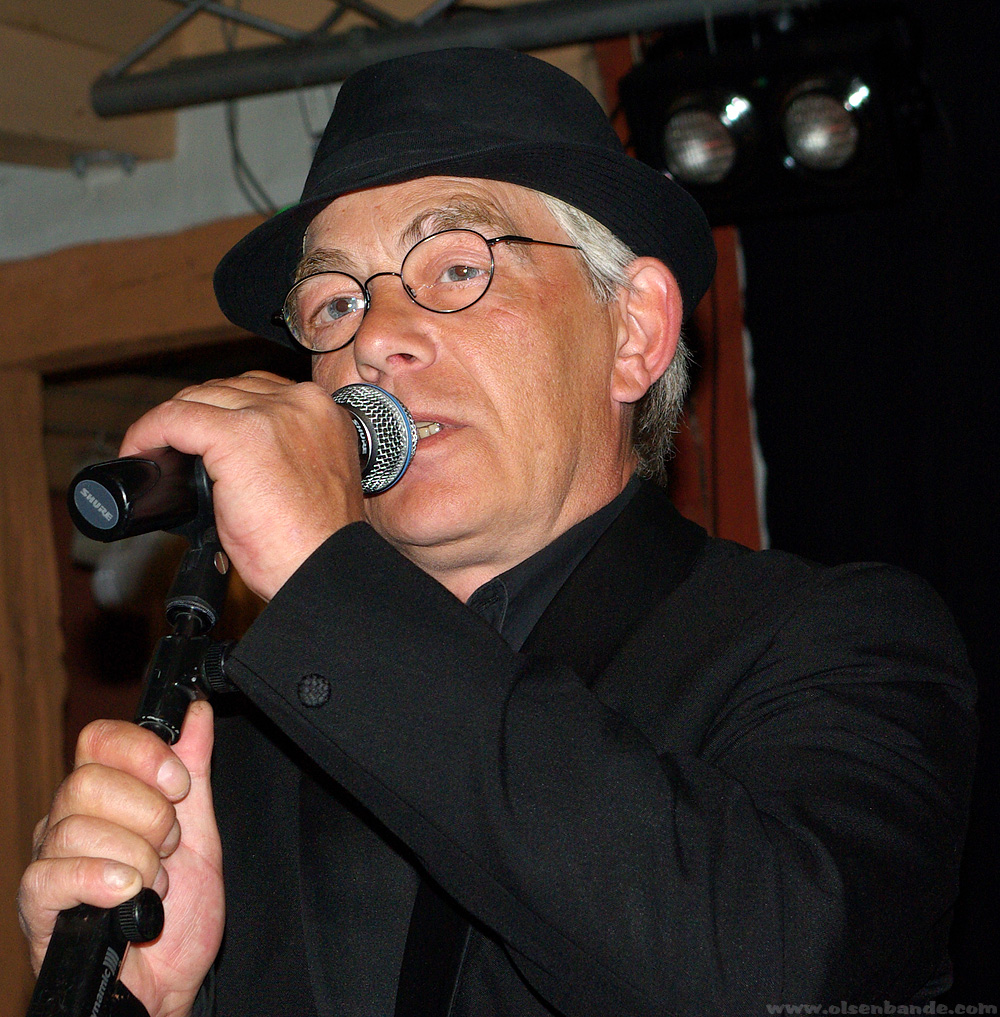
Jes Holtsø (* 1956)

- Holtstiege, Hildegard (* 1927), deutsche Erziehungswissenschaftlerin

### Holtt
- Holttinen, Tommi (* 1997), finnischer Stabhochspringer
- Holttum, Richard Eric (1895–1990), englischer Botaniker

### Holtu
- Holtum, Manfred von (* 1944), deutscher römisch-katholischer Geistlicher, Generalvikar des Bistums Aachen (1997 bis 2015)
- Holtus, Günter (* 1946), deutscher Romanist

### Holtv
- Holtved, Erik (1899–1981), dänischer Eskimologe, Ethnologe, Archäologe, Linguist und Maler
- Holtvedt, Hulda (* 1999), norwegische Politikerin

### Holtw
- Holtwick, Jack (1907–1987), US-amerikanischer Offizier und Kryptoanalytiker
- Holtwick, Katrin (* 1984), deutsche Beachvolleyballspielerin
- Holtwick, Leia (* 2002), deutsche Schauspielerin und ModelLeia Holtwick (* 2002)

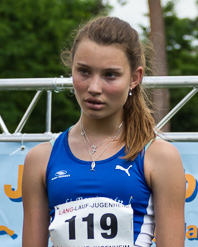
Leia Holtwick (* 2002)

- Holtwiesche, Hanns (1930–2008), deutscher Maler, Bildhauer und Grafiker

### Holty
- Holty, Carl (1900–1973), US-amerikanischer Maler
- Hölty, Hermann (1828–1897), deutscher lutherischer Geistlicher und Dichter
- Hölty, Ludwig (1748–1776), deutscher Dichter im Umfeld des Hainbunds

### Holtz
- Holtz zu Niederholz, Georg Friedrich vom (1597–1666), Offizier im Dreißigjährigen Krieg
- Holtz, Annemarie (1899–1987), deutsche Schauspielerin
- Holtz, Augusta (1871–1986), ältester Mensch (1985–1990)
- Holtz, Bärbel (* 1958), deutsche Historikerin und Archivarin
- Holtz, Corinne (* 1962), Schweizer Musikerin, Musikwissenschaftlerin und Publizistin
- Holtz, Cyril (* 1968), französischer Toningenieur
- Holtz, Daniela (* 1977), deutsche Schauspielerin
- Holtz, Eberhard (1956–2016), deutscher Mittelalterhistoriker
- Holtz, Emil (* 1873), deutscher Lehrer, Politiker und NSDAP-Gauleiter
- Holtz, Erich (1921–2004), deutscher Politiker (SPD), MdL
- Holtz, Erich Theodor (1885–1956), deutscher Maler
- Holtz, Ernst (1854–1935), deutscher Verwaltungsjurist, Landrat und Regierungspräsident in Schlesien
- Holtz, Ernst Dietrich (1891–1945), deutscher Jurist, Ministerialrat und Landrat
- Holtz, Eva Lisa (1739–1818), schwedische Kellnerin
- Holtz, Franz (* 1889), deutscher Jurist
- Holtz, Fredrik (* 1985), schwedischer Unihockeyspieler
- Holtz, Friedrich (1889–1967), deutscher Arzt, Biochemiker und Pharmakologe
- Holtz, Friedrich (1897–1994), deutscher Architekt und Leiter des Staatlichen Hochschulbaumtes Darmstadt
- Holtz, Friedrich Carl (1882–1939), deutscher politischer Schriftsteller und Verleger
- Holtz, Gottfried (1899–1989), evangelischer Theologe, Hochschullehrer
- Holtz, Gudrun (* 1959), deutsche Theologin
- Holtz, Hans-Achim (1905–1995), deutscher Journalist und Schriftsteller
- Holtz, Itshak (1925–2018), US-amerikanischer und israelischer Maler und Grafiker
- Holtz, Joachim (* 1943), deutscher Journalist und Auslandskorrespondent
- Holtz, Johann (1875–1944), deutscher Maler, Grafiker, Buchkünstler, Schriftkünstler, Illustrator
- Holtz, Julius Friedrich (1836–1911), deutscher Apotheker, Industrieller und Funktionär der Deutschen chemischen Gesellschaft und der Berufsgenossenschaft der chemischen Industrie
- Holtz, Jürgen (1932–2020), deutscher Schauspieler
- Holtz, Karl (1899–1978), deutscher Grafiker, Zeichner und Karikaturist
- Holtz, Karl Ludwig (* 1941), deutscher Psychologe und Psychologischer Psychotherapeut
- Holtz, Karolin (* 1986), deutsche Basketballspielerin
- Holtz, Kevin (* 1993), luxemburgischer Fußballspieler
- Holtz, Lou (* 1937), US-amerikanischer American-Football-Trainer
- Holtz, Luc (* 1969), luxemburgischer Fußballspieler und -trainer
- Holtz, Marc (* 1978), luxemburgischer Poolbillardspieler
- Holtz, Olga (* 1973), russische Mathematikerin
- Holtz, Ottmar von (* 1961), deutscher Politiker (Grüne), MdBOttmar von Holtz (* 1961)

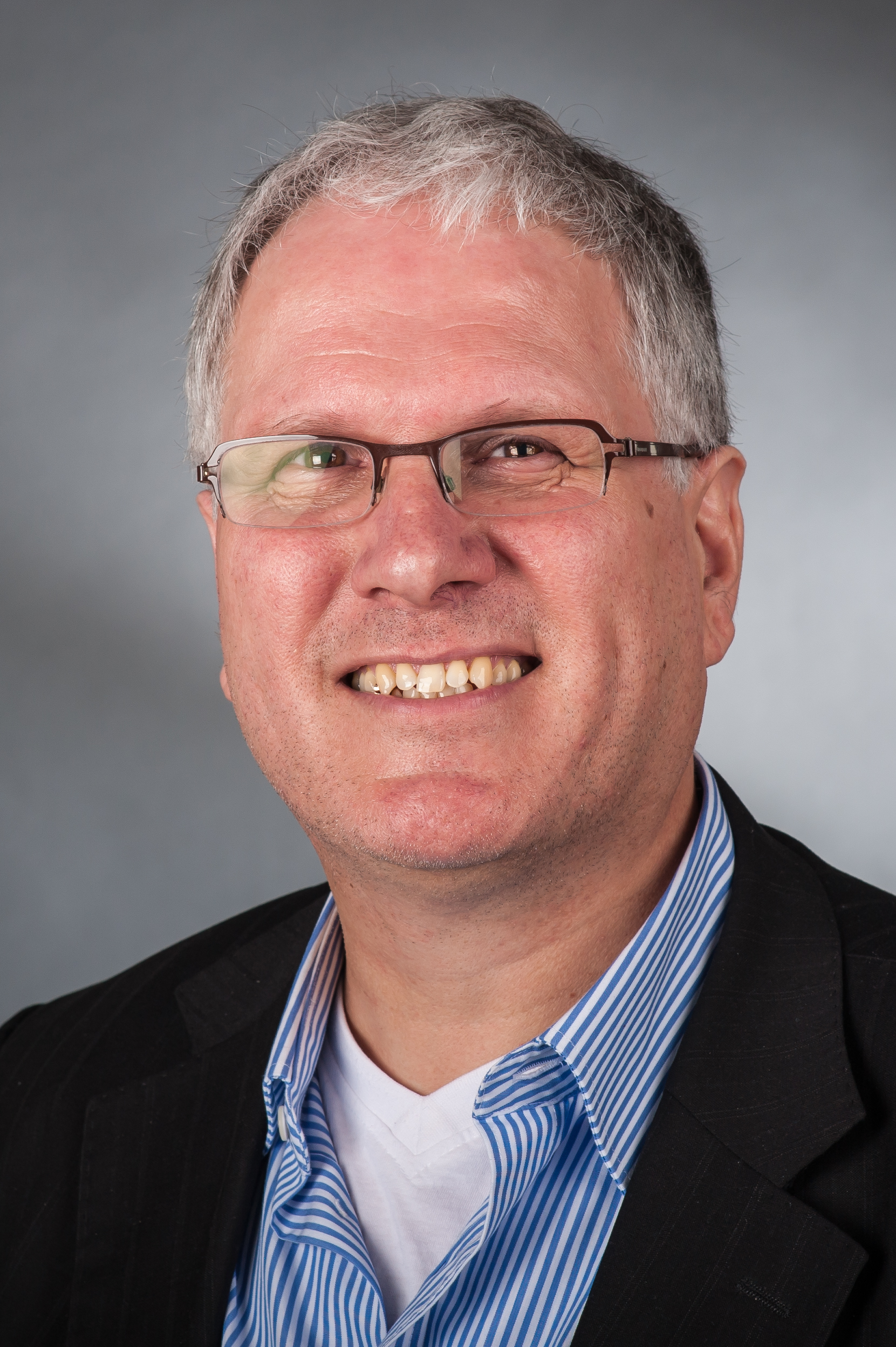
Ottmar von Holtz (* 1961)

- Holtz, Otto (1845–1925), deutscher Rittergutsbesitzer und Politiker, MdR
- Holtz, Otto (1895–1983), preußischer Landrat
- Holtz, Otto Reinhold von (1757–1828), deutschbaltischer Pastor, Literat und Übersetzer
- Holtz, Pat (* 1968), schottischer Poolbillardspieler
- Holtz, Paulina (* 1977), polnische Schauspielerin
- Holtz, Peter (1902–1970), deutscher Pharmakologe und Physiologe
- Holtz, Robert D., US-amerikanischer Geotechniker
- Holtz, Sabine (* 1959), deutsche Historikerin
- Holtz, Shalom E., US-amerikanischer Altorientalist
- Holtz, Stefan (* 1973), deutscher Regisseur und Drehbuchautor
- Holtz, Stefan (* 1981), deutscher Kanute
- Holtz, Theodor (1776–1855), preußischer Gutsbesitzer und Abgeordneter
- Holtz, Thomas R. Jr. (* 1965), US-amerikanischer Paläontologe
- Holtz, Traugott (1931–2007), deutscher evangelischer Theologe und Hochschullehrer
- Holtz, Uwe (* 1944), deutscher Politologe und Politiker (SPD), MdB
- Holtz, Viktor (1846–1919), deutscher Pädagoge
- Holtz, Wilhelm (1836–1913), deutscher Physiker und Erfinder der nach ihm benannten Holtzmaschine
- Holtz, Wilhelm vom (1801–1868), deutscher Jurist und Politiker
- Holtz, Wolf-Dieter (* 1941), deutscher Mittel- und Langstreckenläufer
- Holtz, Zane (* 1987), kanadischer Schauspieler und ModelZane Holtz (* 1987)

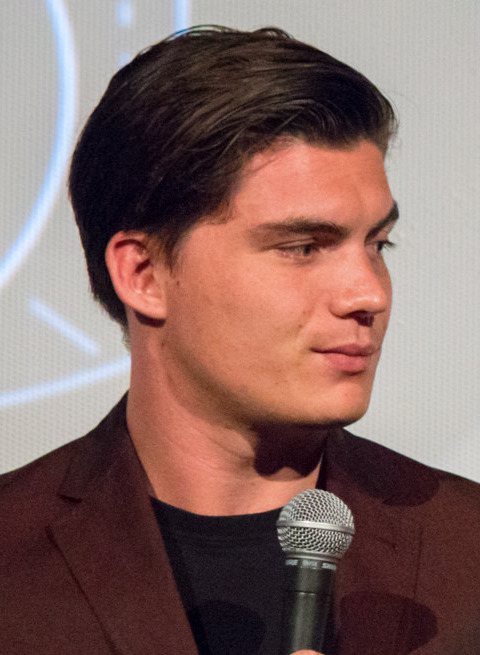
Zane Holtz (* 1987)

- Holtz-Bacha, Christina (* 1953), deutsche Kommunikationswissenschaftlerin und Hochschullehrerin
- Holtz-Baumert, Gerhard (1927–1996), deutscher Schriftsteller und SED-Funktionär, MdV
- Holtz-Sommer, Hedwig (1901–1970), deutsche Malerin
- Holtzapfel, Walter (1878–1917), deutscher Korvettenkapitän
- Holtzapffel, Shannon (* 1985), niederländisch-australischer Choreograph, Schauspieler und Tänzer
- Holtzapple, Rick, US-amerikanischer Diplomat
- Holtzbecher, Hans (1861–1935), deutscher Porträt- und Aktmaler
- Holtzbecker, Hans Simon, Hamburger Blumenmaler
- Holtzbrinck, Arnold Ludwig von (1811–1886), deutscher Politiker und Landrat
- Holtzbrinck, Dieter von (* 1941), deutscher Verleger und WirtschaftsmanagerDieter von Holtzbrinck (* 1941)

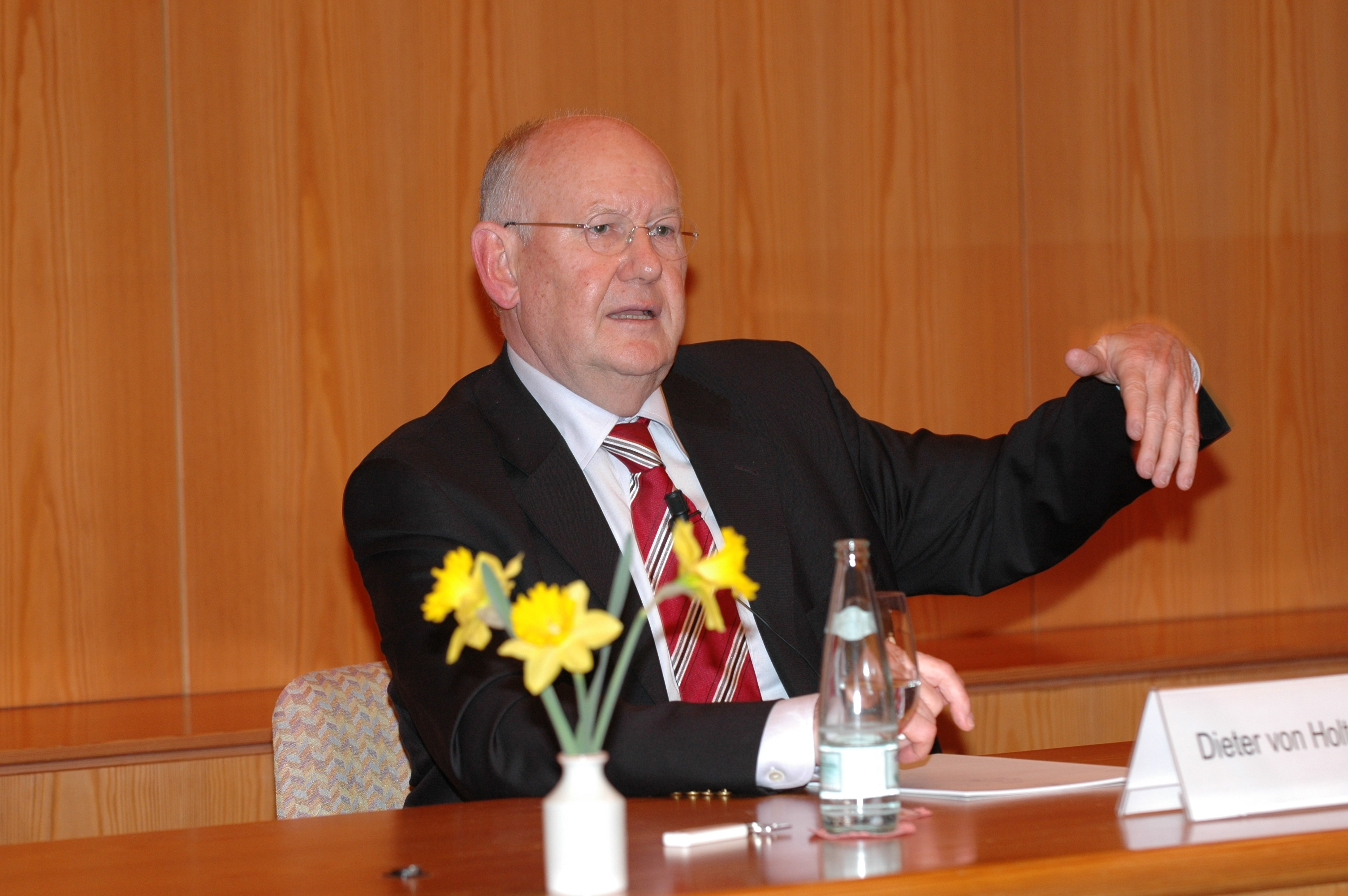
Dieter von Holtzbrinck (* 1941)

- Holtzbrinck, Georg von (1909–1983), deutscher Verleger und Buchhändler
- Holtzbrinck, Heinrich Wilhelm von (1766–1841), Beamter in Diensten Preußens und des Großherzogtums Berg
- Holtzbrinck, Heinrich Wilhelm von (1809–1877), deutscher Verwaltungsjurist und Politiker in Preußen
- Holtzbrinck, Karl von (1815–1897), deutscher Gutsbesitzer, Verwaltungsjurist und Landrat
- Holtzbrinck, Stefan von (* 1963), deutscher Verleger
- Holtzclau, Thomas (1716–1783), deutscher Jesuit, römisch-katholischer Theologe und Hochschullehrer
- Holtze, Friedrich (1855–1929), deutscher Jurist und Historiker
- Holtze, Friedrich Wilhelm (1813–1881), deutscher Gymnasiallehrer und Klassischer Philologe
- Holtze, Friedrich Wilhelm (1820–1908), deutscher Lehrer und Historiker
- Holtze, Richard (1824–1891), Arzt und preußischer Landtagsabgeordneter
- Höltzel, Hieronymus, deutscher Buchdrucker der Reformationszeit
- Höltzel, Michael (1936–2017), deutscher Hornist und Musikprofessor
- Höltzel, Wolfgang, deutscher Sänger (Bariton) und Schauspieler
- Holtzem, Joël (* 1982), luxemburgischer Eishockeyspieler
- Holtzendorf, Bertram von, Propst des Doms zu Brandenburg, Domherr und Prior
- Holtzendorff, Albrecht Ernst Stellanus von (1792–1882), sächsischer General der Infanterie und Kriegsminister
- Holtzendorff, Christian Siegmund von (1630–1683), kursächsischer Kammerherr und Amtshauptmann
- Holtzendorff, Christoph Siegmund von (1671–1715), königlich-polnischer und kurfürstlich-sächsischer Wirklicher Kammerherr
- Holtzendorff, Ernst Konrad (1688–1751), deutscher Mediziner und erster Generalchirurg der preußischen Armee
- Holtzendorff, Franz von (1829–1889), deutscher Rechtswissenschaftler
- Holtzendorff, Frida von (1858–1930), deutsche Übersetzerin
- Holtzendorff, Georg Ernst von (1714–1785), preußischer Generalmajor, sowie Generalinspekteur der Artillerie und Artillerieschulen
- Holtzendorff, Hans von (1873–1934), deutscher Amtshauptmann und Ministerialbeamter
- Holtzendorff, Henning von (1853–1919), deutscher Großadmiral im Ersten WeltkriegHenning von Holtzendorff (1853–1919)

Henning von Holtzendorff (1853–1919)

- Holtzendorff, Jakob Friedrich von (1741–1820), preußischer Generalleutnant, Chef des Kürassierregiments Nr. 9
- Holtzendorff, Karl Friedrich von (1764–1828), preußischer Generalleutnant
- Holtzendorff, Otto von (1817–1887), Gerichtspräsident und Bankdirektor in Gotha
- Holtzfus, Barthold (1659–1717), deutscher evangelischer Theologe
- Holtzhauer, Christian (* 1974), deutscher Dramaturg
- Holtzhauer, Georg Friedrich (1746–1801), deutscher Jurist
- Holtzhauer, Helmut (1912–1973), deutscher Politiker (SED) und Literaturhistoriker
- Holtzhauer, Herbert (1906–1987), deutscher Betriebswirt, Verleger und Politiker (SPD), MdL
- Holtzhausen, August Friedrich (1768–1827), deutscher Ingenieur
- Holtzhausen, Christian Gottlob (1811–1894), Ehrenbürger der Wittenberg
- Holtzhausen, Jacoba Susanna (1886–1974), südafrikanische Opernsängerin (Sopran) und Gesangspädagogin
- Holtzhausen, Leandri (* 1997), südafrikanische Leichtathletin
- Holtzheuer, Wilhelm (1880–1947), deutscher Chefredakteur und Prokurist der Continental AG
- Holtzinger, Heinrich (1856–1940), deutscher Kunsthistoriker
- Holtzman, Elizabeth (* 1941), US-amerikanische Politikerin
- Holtzman, Harry (1912–1987), US-amerikanischer Maler
- Holtzman, Lester (1913–2002), US-amerikanischer Jurist und Politiker
- Holtzmann, Adolf (1810–1870), deutscher Germanist und Indologe
- Holtzmann, Adolf der Jüngere (1838–1914), deutscher Indologe
- Holtzmann, Carl (1811–1865), deutscher Physiker
- Holtzmann, Carl Alexander (1759–1820), Kaufmann, Bürgermeister und Administrationsrat
- Holtzmann, Ernst (1902–1996), deutscher Politiker (CDU), MdL
- Holtzmann, Ernst Friedrich von († 1759), königlich preußischer Oberst und Kommandeur des 2. Artilleriebataillons
- Holtzmann, Eugen (1848–1901), deutscher Unternehmer und Politiker (NLP), MdR
- Holtzmann, Friedrich (1876–1948), deutscher Arzt und Hygieniker
- Holtzmann, Gustav (1804–1860), deutscher Architekt und kommunaler Baubeamter
- Holtzmann, Heinrich (1832–1910), deutscher protestantischer Theologe
- Holtzmann, Johann Heinrich von (1706–1776), preußischer Oberst, Kommandeur des Schlesischen Artillerie-Garnisonsbataillon
- Holtzmann, Karl Julius (1804–1877), evangelischer Theologe
- Holtzmann, Oskar (1859–1934), deutscher Theologe und Neutestamentenforscher
- Holtzmann, Robert (1873–1946), deutscher Mediävist
- Holtzmann, Thomas (1927–2013), deutscher Theater- und Filmschauspieler
- Holtzmann, Walther (1891–1963), deutscher Diplomatiker und Historiker
- Holtzmann, Wilhelm (1847–1914), Jurist und badischer Beamter
- Holtzmüller, Gottfried (1609–1659), Oberstleutnant im Schwedischen Heer